# Ibrahim Sangaré (football, 1997)
Pour les articles homonymes, voir Ibrahim Sangaré et Sangaré.
Ibrahim Sangaré, né le 2 décembre 1997 à Koumassi, est un footballeur international ivoirien évoluant au poste de milieu de terrain à Nottingham Forest.

## Biographie

### Début de carrière
Sangaré commence sa carrière au Tout Puissant Koumassi, club du sud d'Abidjan, avant de rejoindre, en 2012, l'AS Denguelé d'Odienné. En 2014, il fait partie des trois nommés pour le titre de meilleur espoir du championnat ivoirien.

### Toulouse FC
En juillet 2016, Sangaré s'engage avec Toulouse FC. Il fait ses débuts sous ses nouvelles couleurs le 22 octobre 2016, contre Angers, avant de connaître sa première titularisation le 30 novembre 2016, contre Montpellier.
En juin 2017, Sangaré prolonge son contrat professionnel avec le Toulouse FC jusqu'en 2021. Il marque son premier but en Ligue 1 le 24 février 2018, contre l'AS Monaco.
Lors de la saison 2018-2019, Sangaré s'impose comme titulaire indiscutable et réalise un énorme début de saison au poste de milieu relayeur-récupérateur avec John Bostock dans un 4-2-3-1, avec plusieurs performances notables par exemple contre Nice et confirmées par un but à Guingamp.
Cependant en fin octobre, il glisse dans le vestiaire, ce qui entraine une rupture du tendon du gros orteil. Il est opéré et est absent jusqu'en janvier 2019. Il réalise tout de même une fin de saison sérieuse.
La saison 2019-2020 voit Sangaré devenir l'un des joueurs les plus importants des Violets avec des performances remarquées. Cependant, le club enchaîne les mauvais résultats et ne compte que treize points et trois victoires au mois de mars 2020, moment où la Ligue 1 est suspendue en raison de la pandémie de Covid-19. Dernier du championnat, Toulouse est relégué en seconde division.

### PSV Eindhoven
Malgré la relégation du TFC, il joue les deux premiers matchs de Ligue 2 mais le 28 septembre 2020, Sangaré s'engage avec le PSV Eindhoven contre 9M d'euros.

### Nottingham Forest
Le 1er septembre 2023, Ibrahim Sangaré s'engage avec le Nottingham Forest Football Club contre une somme de 30 millions d'euros.

### Carrière internationale
En juin 2015, avec les jeunes ivoiriens, Ibrahim Sangaré participe au Tournoi de Toulon 2015, au cours duquel il prend part à trois rencontres. Il joue ensuite un match comptant pour les éliminatoires de la Coupe d'Afrique des nations des moins de 23 ans, contre la Zambie.
Sangaré est également retenu par Michel Dussuyer pour disputer les barrages du Championnat d'Afrique des nations de football 2016, contre le Ghana. Malgré la défaite au match aller (2-1), il marque un but à l'extérieur qui sera finalement décisif, les ivoiriens s'imposant 1-0 au match retour.
Le 10 novembre 2016, Sangaré apparaît avec les espoirs ivoiriens lors d'un match amical contre l'équipe de France espoirs.
Il est appelé avec les A de la Côte d'Ivoire pour la première fois le 4 octobre 2018, dans la logique de ses belles performances avec Toulouse.
Sangaré participe à sa première compétition internationale lors de la Coupe d'Afrique des nations 2019 en Égypte où la Côte d'Ivoire se voit éliminée en quarts-de-finales par l'Algérie aux tirs-au-but.
Il est de nouveau convoqué à la Coupe d'Afrique des nations 2021 au Cameroun, éliminé en huitièmes-de-finales par l'Égypte aux tirs-au-but encore une fois.
Le 28 décembre 2023, il est retenu dans la liste des vingt-sept joueurs ivoiriens sélectionnés par Jean-Louis Gasset pour disputer la Coupe d'Afrique des nations 2023.

## Statistiques
| Saison                | Club                  | Championnat           | Championnat | Championnat | Championnat | Coupe nationale | Coupe nationale | Coupe nationale | Coupe de la Ligue | Coupe de la Ligue | Coupe de la Ligue | Supercoupe | Supercoupe | Supercoupe | Compétition(s) continentale(s) | Compétition(s) continentale(s) | Compétition(s) continentale(s) | Compétition(s) continentale(s) | Autres compétitions | Autres compétitions | Autres compétitions | Autres compétitions | Total | Total | Total |
| Saison                | Club                  | Division              | M.          | B.          | P.d.        | M.              | B.              | P.d.            | M.                | B.                | P.d.              | M.         | B.         | P.d.       | Comp.                          | M.                             | B.                             | P.d.                           | Comp.               | M.                  | B.                  | P.d.                | M.    | B.    | P.d.  |
| 2016-2017             | Toulouse FC           | Ligue 1               | 5           | 0           | 0           | -               | -               | -               | 1                 | 0                 | 0                 | -          | -          | -          | -                              | -                              | -                              | -                              | -                   | -                   | -                   | -                   | 6     | 0     | 0     |
| 2017-2018             | Toulouse FC           | Ligue 1               | 20          | 1           | 2           | 1               | 0               | 0               | 1                 | 0                 | 0                 | -          | -          | -          | -                              | -                              | -                              | -                              | BR                  | 2                   | 0                   | 0                   | 24    | 1     | 2     |
| 2018-2019             | Toulouse FC           | Ligue 1               | 28          | 1           | 2           | -               | -               | -               | -                 | -                 | -                 | -          | -          | -          | -                              | -                              | -                              | -                              | -                   | -                   | -                   | -                   | 28    | 1     | 2     |
| 2019-2020             | Toulouse FC           | Ligue 1               | 25          | 0           | 1           | -               | -               | -               | 1                 | 0                 | 0                 | -          | -          | -          | -                              | -                              | -                              | -                              | -                   | -                   | -                   | -                   | 26    | 0     | 1     |
| 2020-2021             | Toulouse FC           | Ligue 2               | 2           | 0           | -           | -               | -               | -               | -                 | -                 | -                 | -          | -          | -          | -                              | -                              | -                              | -                              | -                   | -                   | -                   | -                   | 2     | 0     | 0     |
| Sous-total            | Sous-total            | Sous-total            | 80          | 2           | 5           | 1               | 0               | 0               | 3                 | 0                 | 0                 | -          | -          | -          | -                              | -                              | -                              | -                              | -                   | 2                   | 0                   | 0                   | 86    | 2     | 5     |
| 2020-2021             | PSV Eindhoven         | Eredivisie            | 29          | 1           | 1           | 3               | 0               | 0               | -                 | -                 | -                 | -          | -          | -          | C3                             | 7                              | 0                              | 1                              | -                   | -                   | -                   | -                   | 39    | 1     | 2     |
| 2021-2022             | PSV Eindhoven         | Eredivisie            | 29          | 3           | 1           | 4               | 0               | 1               | -                 | -                 | -                 | 1          | 0          | 0          | C1+C3+C4                       | 6+4+5                          | 0+1+0                          | 0+0+0                          | -                   | -                   | -                   | -                   | 49    | 4     | 2     |
| 2022-2023             | PSV Eindhoven         | Eredivisie            | 29          | 5           | 1           | 5               | 1               | 0               | -                 | -                 | -                 | 1          | 0          | 0          | C1+C3                          | 4+6                            | 1+1                            | 0+1                            | -                   | -                   | -                   | -                   | 45    | 8     | 2     |
| 2023-2024             | PSV Eindhoven         | Eredivisie            | 2           | 0           | 1           | -               | -               | -               | -                 | -                 | -                 | 1          | 0          | 0          | C1                             | 4                              | 2                              | 0                              | -                   | -                   | -                   | -                   | 7     | 2     | 1     |
| Sous-total            | Sous-total            | Sous-total            | 89          | 9           | 4           | 12              | 1               | 1               | -                 | -                 | -                 | 3          | 0          | 0          | -                              | 36                             | 5                              | 2                              | -                   | -                   | -                   | -                   | 140   | 15    | 7     |
| 2023-2024             | Nottingham Forest     | Premier League        | 17          | 0           | 0           | -               | -               | -               | -                 | -                 | -                 | -          | -          | -          | -                              | -                              | -                              | -                              | -                   | -                   | -                   | -                   | 17    | 0     | 0     |
| 2024-2025             | Nottingham Forest     | Premier League        | 13          | 0           | 1           | 3               | 0               | 2               | 1                 | 0                 | 0                 | -          | -          | -          | -                              | -                              | -                              | -                              | -                   | -                   | -                   | -                   | 17    | 0     | 3     |
| 2025-2026             | Nottingham Forest     | Premier League        | 1           | 0           | 0           | 0               | 0               | 0               | 0                 | 0                 | 0                 | -          | -          | -          | C3                             | -                              | -                              | -                              | -                   | -                   | -                   | -                   | 1     | 0     | 0     |
| Sous-total            | Sous-total            | Sous-total            | 31          | 0           | 1           | 3               | 0               | 2               | 1                 | 0                 | 0                 | -          | -          | -          | -                              | -                              | -                              | -                              | -                   | -                   | -                   | -                   | 35    | 0     | 3     |
| Total sur la carrière | Total sur la carrière | Total sur la carrière | 200         | 11          | 10          | 16              | 1               | 3               | 4                 | 0                 | 0                 | 3          | 0          | 0          | -                              | 36                             | 5                              | 2                              | -                   | 2                   | 0                   | 0                   | 261   | 17    | 15    |

## Palmarès

### En club
- PSV Eindhoven
- Coupe des Pays-Bas (2) :
  - Vainqueur : 2022 et 2023.

- Supercoupe des Pays-Bas (3) :
  - Vainqueur : 2021, 2022 et 2023.

- Championnat des Pays-Bas (1) :
  - Champion : 2024.
  - Vice-champion : 2021, 2022 et 2023.

### En sélection nationale
- Côte d'Ivoire
  - Vainqueur de la Coupe d'Afrique des nations en 2024[16]